# State (MBTA-Station)
State (auch bekannt als State Street) ist eine auf zwei Ebenen als Turmbahnhof ausgeführte U-Bahn-Station der Massachusetts Bay Transportation Authority (MBTA) in Boston im Bundesstaat Massachusetts der Vereinigten Staaten. Sie bietet Zugang zu den Linien Blue Line und Orange Line. Die Station ist der einzige Umsteigebahnhof zwischen den beiden genannten U-Bahn-Linien.

## Geschichte
Am 30. Dezember 1904 wurde die Station State unter dem Namen Devonshire als Teil des East Boston Tunnel (der heutigen Blue Line) eröffnet. Zunächst verkehrten nur Straßenbahnen im Tunnel, jedoch wurden mit dem 18. April 1924 die Oberleitungen abgenommen und durch Stromschienen ersetzt, so dass der Tunnel durch Vollbahnen (engl. heavy rail) genutzt werden konnte.
Am 30. November 1908 wurde der Washington Street Tunnel, durch den heute die Orange Line geführt wird, in Betrieb genommen und dem U-Bahnhof eine zweite Ebene hinzugefügt. Da die jeweiligen Seitenbahnsteige als eigene Station geführt und nach der Lage ihres Eingangs benannt wurden, erhielt der U-Bahnhof die Doppelbezeichnung Devonshire und Milk/State, die er bis 1967 behielt.
Nach der Übernahme der Bostoner Verkehrsstrukturen durch die MBTA im Jahr 1964 wurden den U-Bahn-Linien Farben zugewiesen und die Station am 25. Januar 1967 in State umbenannt. Mit der Einführung von Zügen mit einer Länge von bis zu sechs Wagen im Jahr 1987 wurden die Bahnsteige des U-Bahnhofs erweitert. Im Zeitraum von 1997 bis 2000 war die offizielle Bezeichnung der Station State/Citizens Bank, da die betreffende Bank mit der MBTA einen Sponsoringvertrag unterzeichnet hatte. Mit dem Ende der Partnerschaft wurde die Station wieder in State umbenannt.
Als die Station Aquarium der Blue Line vom 14. Oktober 2000 bis zum 29. Oktober 2001 renoviert wurde, trug die Station für diesen Zeitraum den Namen State/Aquarium. In den Jahren 2005 bis 2011 wurde der U-Bahnhof umfassend renoviert und teilweise neu gestaltet.

## Bahnanlagen

### Gleis-, Signal- und Sicherungsanlagen
Der U-Bahnhof verfügt über insgesamt vier Seitenbahnsteige und vier Gleise – auf jeder der beiden Ebenen befinden sich jeweils zwei.

### Gebäude
Der U-Bahnhof befindet sich an der Kreuzung der Straßen Washington Street und State Street und ist nur teilweise barrierefrei zugänglich. Der Eingang zur Station wurde ungewöhnlicherweise in das Old State House integriert, so dass er regelmäßig – insbesondere von Auswärtigen und Touristen – nicht sofort gefunden wird.
Im Rahmen des Arts-on-the-Line-Projektes der MBTA wurden innerhalb der Station das aus mehreren Teilen bestehende Kunstwerk „Polychrome painted star“ von Toshiro Katayama sowie außerhalb des Gebäudes ein schmiedeeisernes Tor in der Nähe des Eingangs an der Washington Street von Albert Paley installiert.

## Umfeld
An der Station besteht eine Anbindung an vier Buslinien der MBTA.